# Juan Abarca
Juan Abarca (San Vicente de Tagua Tagua, 7 december 1988) is een Chileens voetballer die als verdediger speelt.

## Clubcarrière
Abarca begon bij Club Deportivo Huachipato en speelde in het kader van het samenwerkingsverband tussen die club en Villareal CF een jaar in het tweede team van de Spaanse club. Bij Huachipato brak hij hierna door en sinds 2010 speelt hij voor de Chileense topclub Universidad de Chile waarmee hij in 2011 landskampioen werd en de Copa Sudamericana won.
In januari 2012 was hij op proef bij FC Twente maar hij verdiende geen contract. Hierna werd hij voor een jaar verhuurd aan Cobreloa dat ook een optie tot koop bedong. In het seizoen 2013 kwam hij op huurbasis uit voor CD Huachipato en in 2014 voor Santiago Wanderers. Sinds 2015 speelt hij voor San Marcos de Arica.

## Interlandcarrière
Na in diverse jeugdselecties gespeeld te hebben waarmee hij succesvol was op het Toulon Espoirs-toernooi, debuteerde hij in 2010 in het Chileens voetbalelftal.

## Erelijst
- Primera División: Apertura 2011, Clausura 2011
- Copa Sudamericana: 2011
- Toulon Espoirs-toernooi: 2007, finalist 2009